# Lizzanello
Lizzanello – miejscowość i gmina we Włoszech, w regionie Apulia, w prowincji Lecce.
Według danych na rok 2004 gminę zamieszkiwały 10 162 osoby, 406,5 os./km².